# Isotria
Isotria Raf., 1808  è un genere di piante appartenente alla famiglia delle Orchidacee (sottofamiglia Vanilloideae, tribù Pogonieae), diffuso in Nord America.

## Tassonomia
Comprende le seguenti specie:
- Isotria medeoloides (Pursh) Raf.
- Isotria verticillata (Muhl. ex Willd.) Raf.

## Biologia
Le due specie hanno differenti meccanismi di riproduzione: I. verticillata si riproduce per impollinazione entomogama ad opera di api delle famiglie Andrenidae, Anthophoridae e Halictidae, mentre in I. medeoloides è stato evidenziato un meccanismo di autoimpollinazione.